# Средно училище „Христо Ботев“ (Джебел)
Средно училище „Христо Ботев“ е гимназия в град Джебел, област Кърджали. Създадена е през 1925 г. Патрон на училището е Христо Ботев. То е разположено на ул. „Тракия“ № 5. От 2024 г. директор на училището е Здравка Пачева.

## История
Училището е приемник на първото българско светско училище в село Шейх Джумая (днес Джебел), открито през 1925 г. Първоначално носи името „Св. св. Кирил и Методий“. През 1929 г. то става прогимназиално, като се премества в нова училищна сграда, която се е намирала зад днешната пощенска сграда. През 1936 г. училището е преместено в специално построена  сграда – някогашния Център за работа с деца. През 1959 г. се сливат двете училища в Джебел – българското „Св. св. Кирил и Методий“ и турското „Назъм Хикмет“, като вземат за патрон името на българския поет и революционер Христо Ботев. През 1974 г. основното училище прераства в Единно средно политехническо училище (ЕСПУ). През 1985 г. е преместено в друга сграда.